# Stefano Pigozzi
Stefano Pigozzi (Modena, ...) è uno scrittore italiano.

## Biografia
Stefano Pigozzi è nato a Modena, dove vive e lavora.
Nel 2006 ha vinto il Premio Tedeschi dedicato alla narrativa gialla con il romanzo Metal detector.
In seguito ha pubblicato altri due romanzi, Rosso come il sangue nel 2008 e Non riuscirai a salvarle tutte nel 2014.

## Opere

### Romanzi
- Metal detector, Milano, Il Giallo Mondadori N. 2915, 2006
- Rosso come il sangue, Milano, Il Giallo Mondadori N. 2966, 2008
- Non riuscirai a salvarle tutte, Milano, Il Giallo Mondadori N. 3106, 2014

## Premi e riconoscimenti
- Premio Tedeschi: 2006 per Metal detector